# Менеузтамацька сільська рада
Менеузтама́цька сільська рада (рос. Менеузтамакский сельский совет) — муніципальне утворення у складі Міякинського району Башкортостану, Росія. Адміністративний центр — село Менеузтамак.

## Населення
Населення — 980 осіб (2019, 1165 в 2010, 1349 в 2002).

## Склад
До складу поселення входять такі населені пункти:
| Населений пункт          | Населення, осіб (2002) | Населення, осіб (2010) |
| ------------------------ | ---------------------- | ---------------------- |
| Іхтісад, присілок        | 117                    | 102                    |
| Менеузтамак, село        | 1006                   | 878                    |
| Новомихайловка, присілок | 49                     | 55                     |
| Чураєво, присілок        | 177                    | 130                    |